# Maro ussuricus
Maro ussuricus là một loài nhện trong họ Linyphiidae.
Loài này thuộc chi Maro. Maro ussuricus được Andrei V. Tanasevitch miêu tả năm 2006.